# Malaui en los Juegos Olímpicos de Sídney 2000
Malaui estuvo representado en los Juegos Olímpicos de Sídney 2000 por dos deportistas, un hombre y una mujer, que compitieron en atletismo.
El portador de la bandera en la ceremonia de apertura fue el atleta Francis Munthali. El equipo olímpico malauí no obtuvo ninguna medalla en estos Juegos.